# Chipilly
Chipilly é uma comuna francesa na região administrativa de Altos da França, no departamento de Somme. Estende-se por uma área de 6,85 km². Em 2010 a comuna tinha 171 habitantes (densidade: 25 hab./km²).